# Черешнянка
Черешнянка — молочно-ягідний пінник, характерний для українській кухні. З неї запозичено до російської кухні, де набула вигляду кисіля. Поступово рецепт втратив свою актуальність. Інша назва — холодець з черешні.

## Етимологія
Назва походить від основного складника, з якого готується страва — черешні. Вживалася в літній час. У Росії була частиною поминального обіду.

## Приготування

### Складники
- черешня — 500—800 г
- цукор — 3 ст. л.
- мед — 2 ст. л.
- молоко — 500 мл (або сметана — 1 ст. л.)
- борошно 4 ст. л.
- ванілін, лимонна цедра.

### Рецепт
Спочатку черешню слід промити й видалити кісточки. Потім відварити у воді із цукром (після закипання буквально 5 хвилин). Вода має ледь прикривати ягоди. Додати мед, ванілін та лимонну цедру. В окремому посуді розвести борошно в холодному молоці. Отриману суміш влити тонкою цівкою у киплячий черешневий відвар. Добре перемішати й на маленькому вогні довести до кипіння, постійно помішуючи. Готова черешнянка має бути за консистенцією, як не дуже густа сметана. Ще гарячою суміш розлити у креманки, прикрасити свіжою черешнею, м'ятою та лимоном. Можна за бажанням посипати корицею. Вживають черешнянку в гарячому вигляді зі сметаною, а також зі свіжою випічкою. Але й холодний десерт смакує пречудово.
За більш швидким варіантом черешню (видаливши кісточки та промивши) протерти на сито, відварити. Ростерши ложку борошна з 2 ложками сметани, заправить. Додати цукру або меду до смаку.